# Eszter Mátéfi
Eszter Mátéfi (Band, 14 de fevereiro de 1966) é uma ex-handebolista profissional e treinadora húngara, medalhista olímpica.
Eszter Mátéfi fez parte do elenco medalha de bronze em Atlanta 1996, com 5 jogos e 35 gols.